# Cody (Wyoming)
Cody ist ein Ort im Park County im US-Bundesstaat Wyoming und zugleich Sitz des Countys. Das U.S. Census Bureau ermittelte bei der Volkszählung 2020 eine Einwohnerzahl von 10.028.
Die Stadt mit ihrem rechtwinklig verlaufenden Straßennetz wurde von William Frederick Cody, genannt Buffalo Bill, im Jahr 1896 gegründet und nach ihm benannt. Cody ist Geburtsort von Jackson Pollock, einem berühmten amerikanischen Maler.

## Geographie

### Lage
Der Ort Cody liegt ca. 80 km (Fahrtstrecke) östlich vom Yellowstone-Nationalpark auf einer Höhe von ca. 1520 m (5016 Fuß). Ungefähr 1 km entfernt fließt der Shoshone River, der durch den Zusammenfluss von North Fork und South Fork entsteht und etwa 5 km westlich im Buffalo Bill Reservoir aufgestaut wird.
Im Norden von Cody befindet sich der Heart Mountain, ein 2400 m hoher Berg, im Süden befinden sich die Carten Mountains mit 3400 m Höhe.
Westlich des Ortes, am Fluss, liegt ein Gebiet mit heute fast erloschenem Vulkanismus. Im 19. Jahrhundert wurde es nach dem ersten Weißen in der Region, dem Trapper John Colter als Colter’s Hell bezeichnet. Washington Irving erwähnt es erstmals in seinem Buch über den Pelzhändler Benjamin Bonneville. Durch eine Verwechslung wurde der Name Colter’s Hell später auf das knapp 100 km westlich gelegene Yellowstone-Gebiet übertragen.

### Klima
Cody hat im Jahresmittel durchschnittlich 300 Tage Sonnenschein. Die jährliche Niederschlagsmenge beträgt nur etwa 250 mm.

## Wirtschaft und Infrastruktur
Wichtigster Wirtschaftsfaktor ist der Tourismus – die Stadt bietet einen Flughafen sowie mehrere Hotels, Geschäfte und Bars. Die ortsansässige
Möbelindustrie produziert Möbel im Westernstil.
Cody ist der Endpunkt einer im Güterverkehr genutzten Bahnstrecke aus Frannie. Betreiber ist die BNSF Railway.

## Kultur

### Rodeo
Rodeo ist Teil der Kultur in Cody. Die Stadt bezeichnet sich selbst als Rodeo Capital of the World („Rodeo-Hauptstadt der Welt“).

### Sehenswürdigkeiten
- Blockhaus des Original Buffalo Bill Museums
- Buffalo Bill Historical Center: im Center befinden sich mehrere große Sammlungen:
  - The Buffalo Bill Museum
  - The Draper Museum of Natural History
  - The Plains Indian Museum
  - The Whitney Gallery of Western Art zeigt Skulpturen und Bilder bekannter Maler des Wilden Westens.
- Irma Hotel: das Irma Hotel ist ein historisches Hotel mit alter Cody-Bar, und es ist das hierher umgesetzte Geburtshaus von Cody, genannt Buffalo Bill – dem Gründer der später nach ihm benannten Stadt Cody.
- Monument Buffalo Bill Cody

## Persönlichkeiten
- Jackson Pollock (1912–1956), amerikanischer Maler des abstrakten Expressionismus
- Craig L. Thomas (1933–2007), US-amerikanischer Politiker der Republikanischen Partei und 8. Senator des US-Bundesstaates Wyoming
- Eric Bischoff (* 1955), US-amerikanischer Wrestling-Promoter[4]
- Chad Prewitt (* 1980), US-amerikanischer Basketballspieler